# Pizzo Varozzèira
Pizzo Varozzèira är en bergstopp i Schweiz.  Den utgör en del av Leopontiska alperna och ligger i distriktet Leventina och kantonen Ticino, i den sydöstra delen av landet, 110 km sydost om huvudstaden Bern. Toppen på Pizzo Varozzèira är 2 496 meter över havet, eller 74 meter över den omgivande terrängen. Bredden vid basen är 0,50 km.
Terrängen runt Pizzo Varozzèira är huvudsakligen bergig. Närmaste större samhälle är Cevio, 19,0 km sydväst om Pizzo Varozzèira. 
Trakten runt Pizzo Varozzèira består i huvudsak av gräsmarker. Runt Pizzo Varozzèira är det glesbefolkat, med 8 invånare per kvadratkilometer.